# Bryce Walton
Pour les articles homonymes, voir Walton.
Bryce Walton, né le 31 mai 1918 à Blythedale, dans l'État du Missouri, et mort le 5 février 1988 dans le quartier de Van Nuys, à Los Angeles, en Californie, est un écrivain et scénariste américain.

## Biographie
Il abandonne ses études pour accepter divers emplois à partir de 1938, mais il reprend bientôt ses études à l'université d'État de Californie à Los Angeles et en sort diplômé en 1941. Pendant la Seconde Guerre mondiale, il est correspondant de guerre au sein du United States Marine Corps. À ce titre, « il fait l'objet d'une citation spéciale de l'amiral Nimitz pour sa couverture de la bataille d'Iwo Jima ». Démobilisé, « il se consacre à plein temps à l'écriture et fournit des histoires policières, de western ou de science-fiction aux derniers pulps », avant de signer tous ses écrits de son patronyme.
Dans les années 1950, sous les pseudonymes de Kenneth O'Hara ou de Paul Franklin, ainsi que sous son patronyme, il écrit surtout des nouvelles appartenant au genre policier, parfois mâtinées de fantastique ou d'humour noir. Ces textes paraissent régulièrement dans les pages du Saturday Evening Post, du Ellery Queen's Mystery Magazine et du Alfred Hitchcock's Mystery Magazine, notamment la nouvelle intitulée Le Pire des monstres (The Greatest Monster of Them, 1959), adaptée en 1961 pour un des épisodes la série télévisée américaine Alfred Hitchcock présente. En 1962, Bryce Walton rédigera lui-même trois scénarios pour cette même série.
Selon le Dictionnaire des littératures policières, comparé aux auteurs du roman noir de la génération précédente, Bryce Walton apporte aux récits criminels « le suspense, une solide psychologie des personnages, un art raffiné dans le mélange des genres [...], ainsi qu'une audace dans le choix des sujets traités », caractéristiques qui ont suscité l'admiration de l'écrivain Bill Pronzini.
Walton a également publié des romans, dont le récit de science-fiction Sons of the Ocean Deeps (1952), et des titres de littérature d'enfance et de jeunesse qui mêlent aventures et enquêtes policières.

## Œuvre

### Romans
- Sons of the Ocean Deeps (1952), roman de science-fiction
- The Long Night (1952)
- Captain Video and his Video Rangers (1953)
- Cave of Danger (1967)
- Harpoon Gunner (1968)
- Hurricane Reef (1970)
- Cave of Danger (1971)
- The Fire Trail (1974)

### Nouvelles
- Sjambok! (1946)
- Blood for the Black Ouanga (1947)
- The Silver Kraal (1947)
- An Eye for Murder (1947)
- The Devil Doll (1947)
- Dead Trail’s End (1947)
- Blood for the Black Cloud! (1948)
- Kill Her Again! (1948)
- Torch Song (1948)
- Blizzard Hideout (1948)
- The Broken Idol (1948)
- Murder Ranch (1948)
- Snakehead’s Pardner (1948)
- Whistle-Stop Mayhem (1948)
- Blood of the Brave (1948)
- The Last Word (1948)
- Mask of the Snake (1948)
- Rest in Peace (1948)
- Flame Gets in Your Eyes! (1949)
- Blind Bullets (1949)
- A Renegade Returns to Rifle Rock (1949)
- The Joke’s on Murder (1949)
- The Steel God (1949)
- Trail Herd from Hell (1949)
- I Wonder Who’s Killing Me Now (1949)
- The Survivors (1949)
- Molambe Quest (1949)
- Mexicali Manhunt (1949)
- Slayer’s Paradise (1950)
- Skid-Row Slaughter (1950)
- Alibi in Bebop (1950)
- Cash in with Corpses (1950)
- Homicide Snowball (1950)
- Kill Me Once Again (1950)
- This Noose Is Yours! (1950)
- Ah, Sweet Mystery of Death (1950)
- The Man (1951)
- Payment in Terror (1951)
- Screen Slay Credit (1951)
- Afraid No More (1951)
- Homicide Hacienda (1951)
- Star Bright (1951)
- Murderer’s Three (1951)
- To the Mountains Born (1952)
- The Big Cure (1952)
- Independence Rock (1952)
- Bring Your Own Coffin (1952)
- A Gentleman’s Courage (1952)
- To Each His Star (1952)
- Whimwhams (1952)
- They Never Ride Back! (1952)
- If the Shoe Fits (1952)
- Draw Fast—Or Die! (1953)
- Great Heart (1953)
- I Write as I Bleed (1953)
- High Road to Hell (1953)
- Hell Is a Southpaw (1953)
- Old Chief’s Mountain (1953)
- Three’s a Shroud (1953)
- The White Man’s Work (1953)
- End of Night (1953)
- The Myth-Makers (1953)
- Dead Man’s Crossing (1953)
- The Last Hero (1954)
- The Rope Game (1954)
- The Last Pelt (1954)
- The Big Gamble (1954)
- The Movers (1955) Publié en français sous le titre Le Départ, Paris, Opta, Suspense no 8, novembre 1956
- I’ll Never Tell (1955) Publié en français sous le titre Je resterai muet, Paris, Opta, Suspense no 18, septembre 1957
- The Rabbit (1955)
- The Final Terror (1955)
- Red Hands (1955)
- Lady’s Man (1955)
- Fever Street (1955)
- Big Frank (1955) Publié en français sous le titre Auto-stop, Paris, Opta, Suspense no 6, septembre 1956
- Over the River (1956)
- Who Killed Helen? (1956) Publié en français sous le titre Lequel a tué ?, Paris, Opta, Suspense no 10, janvier 1957
- Black Lace (1956)
- The Last Spin (1956)
- Tantrum (1956)
- Open Heart (1956) Publié en français sous le titre À cœur ouvert, Paris, Opta, Suspense no 16, juillet 1957
- The Sharks (1956)
- Shortcut (1956)
- The Naked Terror (1956)
- The Main Point (1956)
- Millie (1956)
- Black Snow (1956)
- So I’m Dying (1956)
- Bridge Game (1956)
- The Convict (1956)
- Jailbait (1956)
- Bloody Bus Stop (1957)
- His Own Jailor (1957) Publié en français sous le titre Son propre geôlier, Paris, Opta, Suspense no 15, juin 1957
- Murder Joins the Party (1957)
- The Deep Place (1957)
- You Don’t Count for a Damn (1957)
- The Woman-Chasers (1957) Publié en français sous le titre Tu as aimé ça, hein ?, Paris, Opta, Choc no 2, juillet 1967
- The Devil’s Space Ship (1957)
- Don’t Ever Try It (1957) Publié en français sous le titre La Vengeance du mal pendu, Paris, Opta, Alfred Hitchcock magazine no 39, juillet 1964 ; réédition dans le recueil Histoires de mort et d'humour, Paris, LGF, coll. « Le Livre de poche » no 3007, 1988
- One Summer Night (1957)
- Confession (1957)
- Hidden Motive (1957) Publié en français sous le titre Mobile caché, Paris, Opta, Alfred Hitchcock magazine no 10, février 1962
- A Sucker with Cash (1957)
- Vampire Girl (1958)
- Just Like a Hog (1958) Publié en français sous le titre Travail de boucher, Paris, Opta, Alfred Hitchcock magazine no 41, septembre 1964 ; réédition sous le titre Comme un porc dans le recueil Histoires de la crème du crime, Paris, LGF, coll. « Le Livre de poche » no 4299, 1992
- The Last Mrs. Birch (1958) Publié en français sous le titre Servez glacé !, Paris, Opta, Alfred Hitchcock magazine no 46, février 1965 ; réédition sous le titre Vieux cœur solitaire dans le recueil Histoires noires, Paris, LGF, coll. « Le Livre de poche » no 6588, 1989
- George (1958)
- That Kind of Night (1958) Publié en français sous le titre La nuit sera longue, Paris, Opta, Alfred Hitchcock magazine no 18, octobre 1962
- The Biggest Job (1958)
- Good-Bye Sweet World! (1958) Publié en français sous le titre Adieu, tristesse !, Paris, Opta, Alfred Hitchcock magazine no 16, août 1962
- A Big Wheel’s Death (1958) Publié en français sous le titre L'Homme qui lisait les pensées, Paris, Opta, Alfred Hitchcock magazine no 5, septembre 1961
- One Hot Summer Day (1958)
- Time to Kill (1958)
- Black Birds of Doom! (1958)
- The Mind Reader (1958) Publié en français sous le titre Abracadabra !, Paris, Opta, Alfred Hitchcock magazine no 39, juillet 1964 ; réédition sous le titre Professeur Demetrius, extralucide dans le recueil Les Magiciens du crime, Paris, Minerve, 1990
- Doctor Apollo (1958), aussi titré My Name Is Apollo Publié en français sous le titre Docteur Apollon, dans le recueil Histoires drôlement inquiétantes, Paris, Presses Pocket no 2113, 1983
- Rough on Rats (1958)
- The Girl and the Motorcycle Gang (1959)
- Right Place to Die (1959) Publié en français sous le titre Le Meilleur Endroit pour mourir, Paris, Opta, Alfred Hitchcock magazine no 21, janvier 1963 ; réédition dans le recueil Histoires angoissantes, Paris, LGF, coll. « Le Livre de poche » no 3004, 1988
- Unidentified and Dead (1959) Publié en français sous le titre La Liste des victimes, Paris, Opta, Alfred Hitchcock magazine no 51, juillet 1965
- Kill and Tell (1959)
- The Runaway (1959)
- The Greatest Monster of Them All (1959) Publié en français sous le titre Le Pire des monstres, Paris, Opta, Mystère magazine no 140, septembre 1959
- Nymph, Peep No More (1959)
- An Eye for an Eye (1959) Publié en français sous le titre Œil pour œil, Paris, Opta, Alfred Hitchcock magazine no 31, novembre 1963 ; réédition sous le titre La Peur pour compagne dans le recueil Histoires piégées, Paris, LGF, coll. « Le Livre de poche » no 3005, 1988
- Free to Die (1959)
- The Evaporated Girl (1960) Publié en français sous le titre La Secrétaire évaporée, Paris, Opta, Alfred Hitchcock magazine no 34, février 1964
- Short Cut Through a Jungle (1960) Publié en français sous le titre Une vie simple et paisible, Paris, Opta, Alfred Hitchcock magazine no 26, juin 1963
- Suit of Armor: Size 36 (1960) Publié en français sous le titre Le Défaut de la cuirasse, Paris, Opta, Alfred Hitchcock magazine no 1, mai 1961 ; réédition dans le recueil Histoires diablement habiles, Paris, LGF, coll. « Le Livre de poche » no 3001, 1988
- Strictly Psycho (1960) Publié en français sous le titre L'Esprit de famille, Paris, Opta, Alfred Hitchcock magazine no 6, octobre 1961
- Run, Murderer, Run! (1960) Publié en français sous le titre Fuis donc, assassin..., Paris, Opta, Alfred Hitchcock magazine no 2, juin 1961
- The Lamb and the Butcher (1960)
- All the Needless Killing (1961) Publié en français sous le titre Tuons les tueurs, Paris, Opta, Alfred Hitchcock magazine no 9, janvier 1962
- Deadly Homicide (1961)
- The Private Eye of Dr. Golynska (1961) Publié en français sous le titre Le Troisième Œil, Paris, Opta, Alfred Hitchcock magazine no 11, mars 1962 ; réédition dans le recueil Les Magiciens du crime, Paris, Minerve, 1990
- The Last Autopsy (1961) Publié en français sous le titre La Dernière Autopsie, Paris, Opta, Alfred Hitchcock magazine no 4, août 1961
- The Woman Who Wanted to Live (1961) Publié en français sous le titre La Femme qui voulait vivre, Paris, Opta, Mystère magazine no 163, août 1961
- Dead Drunk (1961) Publié en français sous le titre Le Fond de la bouteille, Paris, Opta, Alfred Hitchcock magazine no 14, juin 1962
- Be Tranquil and Die (1961)
- Guaranteed Rest in Peace (1961) Publié en français sous le titre Repos éternel assuré, Paris, Opta, Alfred Hitchcock magazine no 12, avril 1962
- The Sporting Way (1961)
- Never Hang Another (1962) Publié en français sous le titre Une mort ou une autre, Paris, Opta, Alfred Hitchcock magazine no 19, novembre 1962 ; réédition dans le recueil Histoires macabres, Paris, LGF, coll. « Le Livre de poche » no 3003, 1988
- The Vengeance of Henry Dowd (1962) Publié en français sous le titre La Vengeance de Henry Dowd, Paris, Opta, Alfred Hitchcock magazine no 38, juin 1964
- You Can’t Run from Murder! (1962)
- Welcome Mother (1962)
- Corrosion (1962) Publié en français sous le titre Corrosion, Paris, Opta, Alfred Hitchcock magazine no 79, novembre 1967 ; réédition sous le titre Un acide particulièrement mordant dans le recueil Histoires de meurtres, Paris, Chantecler, 1979
- The Victim (1963) Publié en français sous le titre La Victime, Paris, Opta, Alfred Hitchcock magazine no 30, octobre 1963 ; réédition dans le recueil Histoires riches en surprises, Paris, LGF, coll. « Le Livre de poche » no 3006, 1988
- Case History (1963)
- The Death of April (1963) Publié en français sous le titre Cantiques de juillet, Paris, Opta, Alfred Hitchcock magazine no 32, décembre 1963
- The Mannequin (1963)
- Shake-Up (1963) Publié en français sous le titre La Fin d'un mirage, Paris, Opta, Alfred Hitchcock magazine no 94, mars 1969
- The Probable Fate of Uncle Jerome (1964)
- The Man Who Laughs at Lions (1965) Publié en français sous le titre L'Homme qui se moquait des lions, Paris, Opta, Mystère magazine no 217, février 1966
- Birthday Party (1965)
- The Third Eye (1965)
- It Was Me Done It to Her (1965)
- The Virgin Cave (1965) Publié en français sous le titre Le Gouffre inexploré, Paris, Opta, Mystère magazine no 231, avril 1967
- The Contagious Killer (1966) Publié en français sous le titre L'Assassin contagieux, Paris, Opta, Alfred Hitchcock magazine no 65, septembre 1966 ; réédition dans le recueil Histoires fascinantes, Paris, Presses Pocket no 3266, 1986
- Actor’s Showcase (1966) Publié en français sous le titre Bout d'essai, Paris, Opta, Alfred Hitchcock magazine no 66, octobre 1966
- It’s Murder Out There (1966)
- Old Cops Never Die (1966)
- It’s All George’s Fault (1967)
- More Whale! (1967)
- A Heart Case (1967)
- The Displaced Spirit (1968)
- Troubling of a Star (1969)
- Grinning Jack (1970)
- Bug Out (1972)
- Jungle Ploy (1973) Publié en français sous le titre Mission dans la jungle, Paris, Opta, Alfred Hitchcock magazine no 150, novembre 1973
- There Let Her Lie (1973)
- The Man on the Stair (1973)
- Final Judgment (1974)
- A Time for Sharks (1974) Publié en français sous le titre Le Temps des requins, Paris, Opta, Alfred Hitchcock magazine no 161, octobre 1974 ; réédition dans le recueil Eaux mystérieuses et Mers infernales, Nantes, Atalante, 2000
- Scrogg’s End (1975)
- Number Five (1979)
- Chance for Freedom (1981)

### Nouvelles signées Kenneth O'Hara
- The Difference (1951)
- I Want to Meet Her (1955)
- Third Party (1956)
- Like Hunting a Rabbit (1957)
- Touche (1958)
- A Week-End Ghoul (1958)
- I Know I’m Guilty! (1960)
- Promotion Deferred (1961)

### Nouvelles signées Paul Franklin
- A Sentimental Guy (1933)
- The Duel (1955)

## Sources
- Claude Mesplède (dir.), Dictionnaire des littératures policières, vol. 2 : J - Z, Nantes, Joseph K, coll. « Temps noir », 2007, 1086 p. (ISBN 978-2-910-68645-1, OCLC 315873361), p. 996-997.